# Can Peixauet
Can Peixauet és una antiga masia de Santa Coloma de Gramenet, situada a l'avinguda de la Generalitat, 98-100, prop del riu Besòs. Està catalogada com a bé cultural d'interès local i actualment acull la biblioteca del mateix nom de la Xarxa de Biblioteques Municipals de la Diputació de Barcelona.

## Història
El seu origen està documentat al segle xii, i originalment era anomenada Mas Vilallonga, mentre que al segle xiv era coneguda com a Mas Castellar. Al segle xix fou adquirida per Antoni del Sol, conegut pel malnom de Peixauet, d'on prové el nom actual. L'any 1992 va ser adquirida per l'Ajuntament de Santa Coloma de Gramenet, i el 2001 va ser reformada pels arquitectes Miquel Espinet i Antoni Ubach, per a adaptar-la com a biblioteca municipal.

## Descripció
L'edifici central devia presentar l'aspecte típic de les masies basilicals de la costa fins a la reforma del segle xix, que li aportà el coronament, la torrassa central i l'estucat dels murs, imitant carreus regulars. Actualment, consta d'un volum prismàtic rectangular de tres plantes amb torrassa central. La façana sud és de pedra escairada a la part inferior, mentre que la resta de són de totxo estucat imitant un aplacat. La coberta del cos principal és plana i transitable, mentre que la torrassa central es cobreix a tall de pavelló de teula plana a quatre aigües. A l'interior destaquen els forjats de bigues de fusta i revoltons.